# Frutos de rubí
Rubyfruit Jungle, traducida en España como Frutos de rubí por la editorial Horas y HORAS, es la primera novela de Rita Mae Brown. Publicada en 1973, tuvo mucha repercusión en su día por su explícito retrato del lesbianismo. La novela es un relato autobiográfico de aprendizaje sobre la mayoría de edad de Brown y su surgimiento como autora lesbiana. El término "jungla de rubíes" es un término que se usa en la novela para referirse a los genitales femeninos.

## Resumen de la trama
La novela se centra en Molly Bolt, hija adoptiva de una familia pobre, de gran belleza y consciente de su lesbianismo desde la infancia. Su relación con su madre es difícil y, a una edad temprana, su madre, conocida como "Carrie", le informa a Molly de que no es su hija biológica sino una "bastarda". Molly tiene su primera relación sexual entre personas del mismo sexo en sexto grado con su novia Leota B. Bisland, y luego nuevamente en una escuela secundaria de Florida, donde tiene otra relación sexual con otra amiga, la animadora principal de la escuela Carolyn Simpson, quien voluntariamente tiene sexo con Molly pero rechaza la etiqueta de "lesbiana". Molly también tiene relaciones sexuales con hombres, incluido su primo Leroy cuando los dos eran más jóvenes. Su padre, Carl, muere cuando ella está en su tercer año de secundaria.
Molly se esfuerza por sobresalir en la escuela secundaria y gana una beca para la Universidad de Florida. Sin embargo, cuando se descubre la relación de Molly con su compañero de cuarto alcohólico, la ingresan en su pabellón psiquiátrico y no se le renueva la beca. Con poco dinero, hace autostop hasta Nueva York para formarse en cinematografía.
En Nueva York, Molly tiene sus primeras experiencias en comunidades lesbianas. Es crítica con la mayoría de los círculos que conoce y, como siempre ha hecho, sigue definiéndose y siguiendo su propio camino.
Molly parece notar las diferencias ambientales entre el campo y la ciudad, y también nota las similitudes de la cultura estadounidense en general.
En la escuela de cine, continúa observando e ignorando la cultura heterosexual que parece saturar el mundo que la rodea.
Molly hace un viaje a casa para que su madre Carrie protagonice un breve documental que será su proyecto final para su carrera de cine. Después de una graduación tranquila y exitosa en la escuela de cine, Molly se encuentra con todos los obstáculos que esperaba para buscar un trabajo en su campo. Le ofrecen trabajos de secretaria. Ella no acepta ninguno de los trabajos y afirma que si le lleva hasta los 50 años, que así sea.
Al llegar a Nueva York, se da cuenta de que la fruta rubí posiblemente no sea tan deliciosa y variada como había soñado dentro de la jungla de cemento.

## Importancia literaria y crítica
Esta obra se destaca por ser una de las primeras novelas lésbicas literarias. Muchas lectoras lesbianas han encontrado en él un reflejo de sus propias experiencias y observaciones. Si bien algunas personas se refieren a ella como "simplemente otra novela lesbiana sobre la mayoría de edad ", su éxito es parte de la razón por la que el género a menudo se considera un cliché. Sin embargo, el libro fue criticado por el psicólogo David Halperin, que consideraba que su salvaje ridiculización de la cultura butch era heteronormativa. En 2015, Rita Mae Brown recibió el premio Lee Lynch Classic Book Award de la Golden Crown Literary Society por Rubyfruit Jungle.
Se hace referencia directa al libro en Educating Rita con el personaje central confesando que ha cambiado su nombre de Susan a Rita en homenaje tanto a la escritora como al libro.

## Recepción
Una reseña de 1977 informaba de que desde el lanzamiento del libro en 1973, había seguido siendo popular.
En una entrevista en la reedición del libro en 2015, Brown comentó que el libro fue un éxito inmediato en el momento de su publicación.

## En la cultura popular
Se puede ver una copia de la novela en la mesita de noche de Trish en The Slumber Party Massacre, para la cual la escritoa Rita Mae Brown había hecho el guion.
El libro fue mencionado y luego se leía en la película, The Incredibly True Adventure of Two Girls in Love, como sugería uno de los amigos de la protagonista.